# Thomas G. Lingham
Thomas G. Lingham (7 de abril de 1874 – 19 de fevereiro de 1950), muitas vezes creditado como Tom Lingham, foi um ator de cinema estadunidense da era do cinema mudo que atuou em 120 filmes entre 1914 e 1935.

## Biografia
Nasceu em Indianápolis, Indiana, filho de Katherine "Kate Fletcher" Lingham e Martin V. Lingham, atores de teatro. Trabalhou no teatro de 1895 a 1913.
Seu primeiro filme foi o curta-metragem The Shadow of Guilt, em 1914, ao aldo de Marin Sais para a Kalem Company. Rotineiramente coadjuvante, continuou atuando pela Kalem, em vários curta-metragens através de 1914, 1915 e 1916, entre eles as séries The Girl Detective (1915), com Ruth Roland, Stingaree (1915), com Marin Sais e True Boardman, e The Social Pirates (1916). Pela Signal Film Corporation atuou em seriados tais como Lass of the Lumberlands (1916), The Railroad Raiders (1917) e The Los Express (1917), ambos ao lado de Helen Holmes. Atuou em seriados pela companhia cinematográfica de Ruth Roland, tais como The Adventures of Ruth (1919) e Ruth of the Rockies (1920). No fim dos anos 1920 e início dos 1930, atuou em alguns Westerns ao lado de Bob Steele. Seus dois últimos filmes foram ao lado de John Wayne, um deles The Star Packer, em 1934, e outro Texas Terror, lançado em fevereiro de 1935, em que fez um pequeno papel, de condutor da diligência, não-creditado.
Em 1976, o filme Meanwhile, Back at the Ranch, uma comédia western totalmente construída com cenas de arquivo de diversos filmes e atores, como Rex Allen, Gene Autry, Johnny Mack Brown entre outros famosos do Western, utilizou também cenas de arquivo de Lingham, como atendente do bar.

## Vida pessoal e morte
Foi casado com a atriz Katherine Goodrich, com quem atuou em alguns filmes e em várias peças. Morreu no Motion Picture Country House e Hospital, em Woodland Hills, Los Angeles.

## Peças
- Letty, 1910, ao lado da esposa Katherine Goodrich[8]

## Filmografia parcial
- The Shadow of Guilt (1914)
- The Girl Detective (1915)
- Stingaree (1915)
- Lass of the Lumberlands (1916)[9]
- The Corsican Sisters (1916)
- The Social Pirates (1916)
- The Lost Express (1917)
- The Railroad Raiders (1917)
- The Lion's Claws 1918)
- The Adventures of Ruth (1919)
- The Red Glove (1919)
- The Vanishing Dagger (1920)
- Ruth of the Rockies (1920)
- The Fire Eater (1921)
- Desert Driven (1923)
- The Lightning Rider (1924)
- Trooper 77 (1926)
- The Bandit's Son (1927)
- Man in the Rough (1928)
- The Fatal Warning (1929)
- Two Sisters (1929)
- The Star Packer (1934)[10]
- Texas Terror (1935)